# United Church of Christ
United Church of Christ, UCC, er et amerikansk kirkesamfund, der placerer sig i de reformerte og kongregationalistiske traditioner. Samfundet dannedes 1957, da Evangelical and Reformed Church og Congregational Christian Churches gik sammen. Teologisk anses UCC for et af de mere liberale kirkesamfund, hvilket der blandt andet giver sig udtryk i et positivt syn på homoseksualitet. Dog er der ganske stor teologisk spredning (et kendetegn for den kongregationalistiske tradition), og enkelte menigheder og medlemmer kan være ganske konservative i etiske og teologiske spørgsmål.